# Simplicia extinctalis
Simplicia extinctalis  là một loài bướm đêm trong họ Noctuidae.